# Schunterhöhle
Die Schunterhöhle (auch Schonterhöhle) ist eine Höhle östlich der Ortschaft Briel, nordwestlich der Kreisstadt Ehingen (Donau) am südlichen Rand der Schwäbischen Alb. Sie liegt am Fuß des Rappensteins auf der Gemarkung Weilersteußlingen der Gemeinde Allmendingen.
Angeblich diente sie um 1780 als Wohnhöhle einer Familie namens Schunter.
Der Fels und die Höhle sind unter dem Namen Rappenstein und Schunterhöhle als Naturdenkmal Nr. 84250020043 und unter dem Namen Felsrippe Rappenstein und Schuntershöhle am O-Hang des Rautals 1100 m NE von Briel auch als Geotop geschützt.